# Sansevieria fischeri
Sansevieria fischeri là một loài thực vật có hoa trong họ Măng tây. Loài này được (Baker) Marais miêu tả khoa học đầu tiên năm 1986.

## Hình ảnh

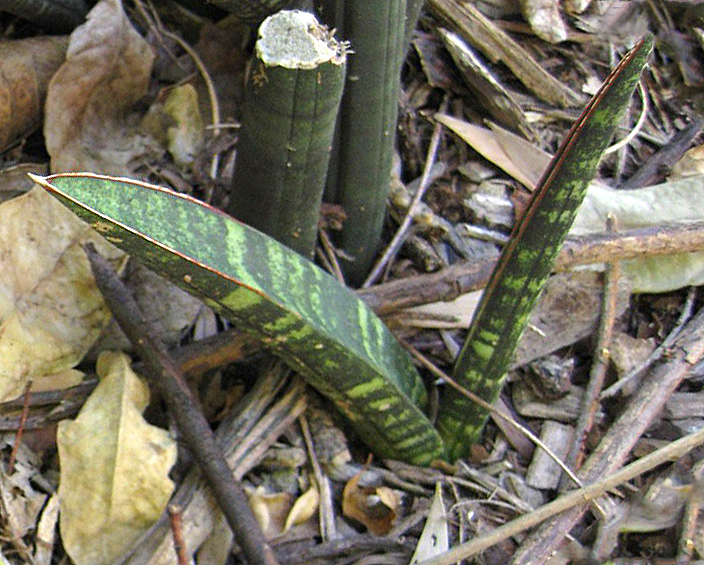
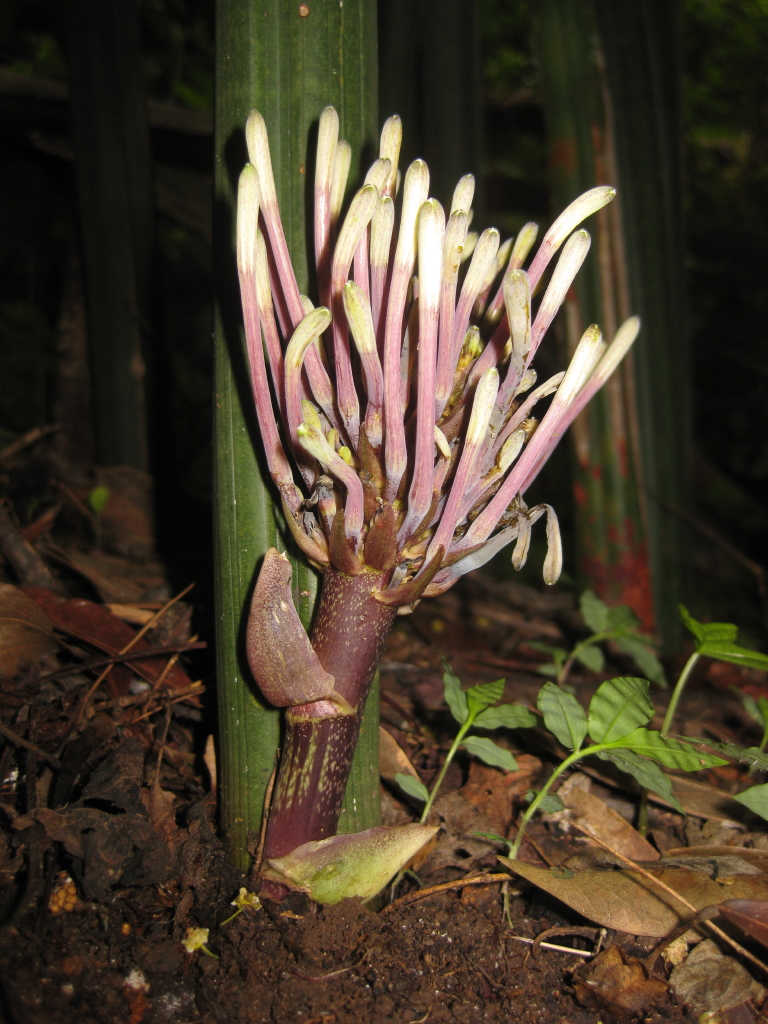
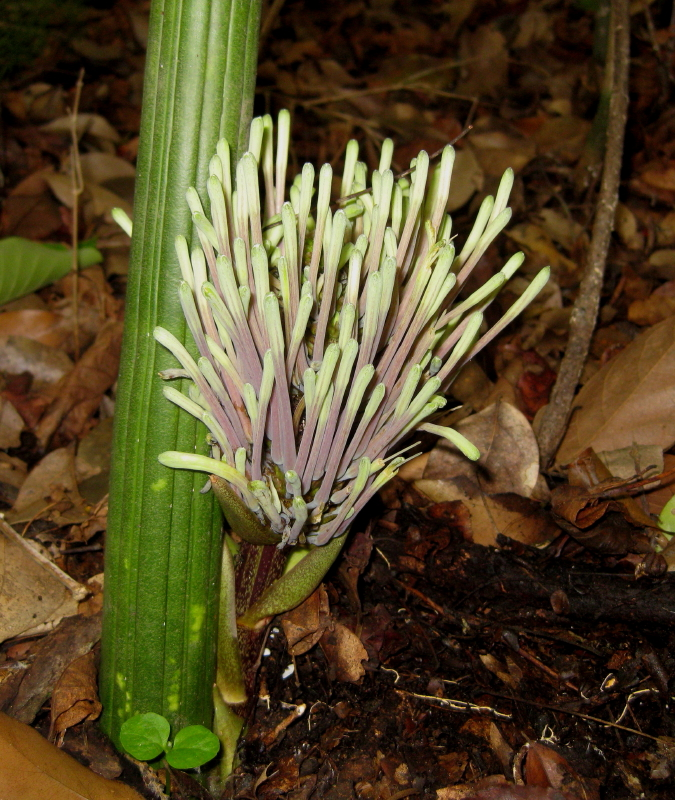
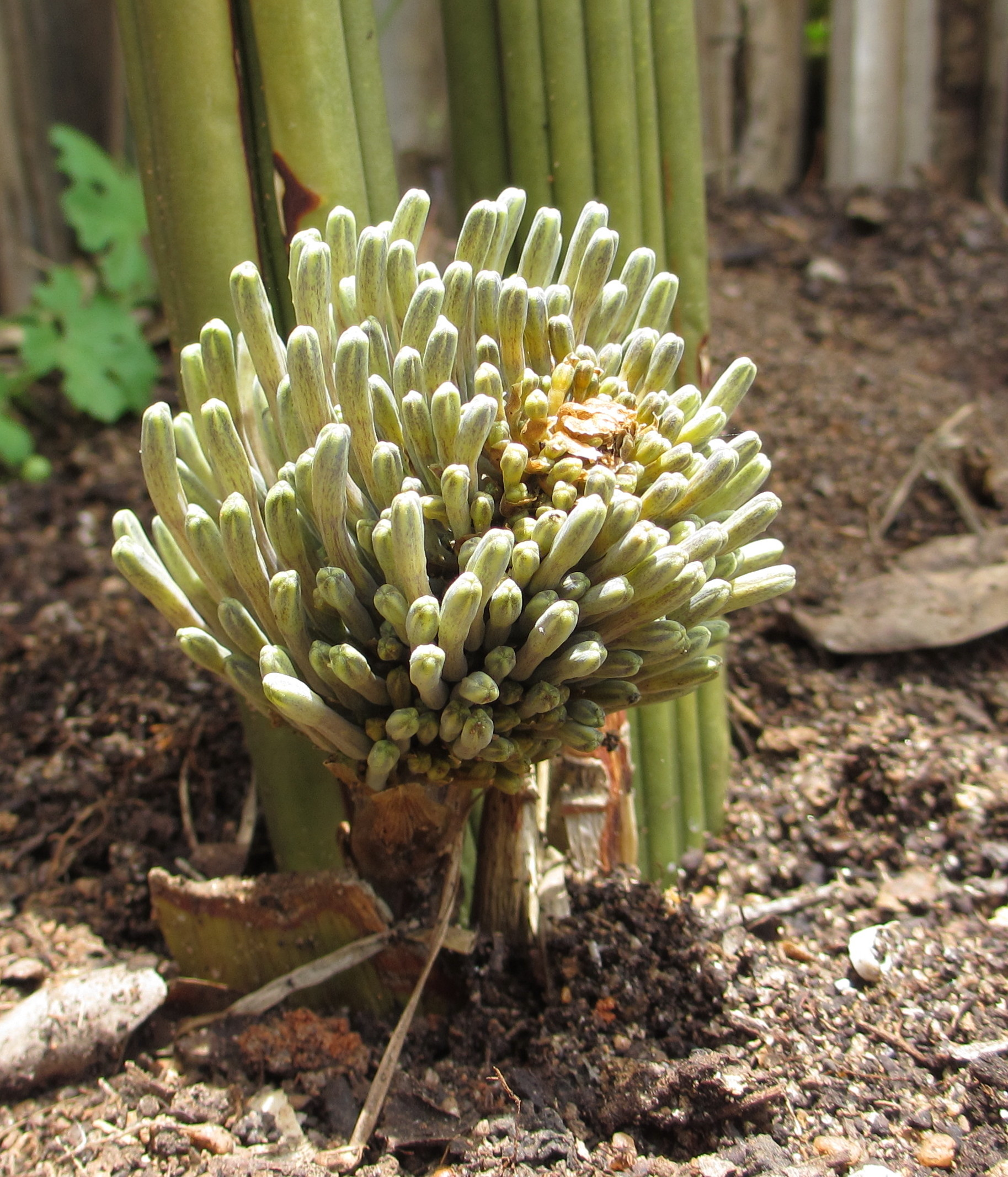